# Internationaal filmfestival van Berlijn 2021
Het 71ste Internationaal filmfestival van Berlijn was een internationaal filmfestival dat plaatsvond in Berlijn van 1 tot en met 5 maart 2021. Vanwege de COVID-19-pandemie vond het festival virtueel plaats.

## Internationale competitie

### Jury
De internationale jury:
| Naam              | Beroep                             | Land                  |
| ----------------- | ---------------------------------- | --------------------- |
| Ildikó Enyedi     | Filmregisseur en scenarioschrijver | Hongarije             |
| Nadav Lapid       | Filmregisseur en scenarioschrijver | Israël                |
| Adina Pintilie    | Filmregisseur en scenarioschrijver | Roemenië              |
| Mohammad Rasoulof | Filmregisseur en scenarioschrijver | Iran                  |
| Gianfranco Rosi   | Documentairemaker                  | Italië                |
| Jasmila Žbanić    | Filmregisseur en scenarioschrijver | Bosnië en Herzegovina |

### Films
De volgende films werden geselecteerd voor de internationale competitie. De gearceerde film betreft de winnaar van de Gouden Beer.
| Originele titel                                                       | Engelse titel                           | Regisseur                         | Land                |
| --------------------------------------------------------------------- | --------------------------------------- | --------------------------------- | ------------------- |
| Una película de policías                                              | A Cop Movie                             | Alonso Ruizpalacios               | Vlag van Mexico     |
| Albatros                                                              | Drift Away                              | Xavier Beauvois                   | Vlag van Frankrijk  |
| Babardeală cu bucluc sau porno balamuc                                | Bad Luck Banging or Loony Porn          | Radu Jude                         | Vlag van Roemenië   |
| Ghasideyeh gave sefid قصیده گاو سفید                                  | Ballad of a White Cow                   | Behtash Sanaeeha, Maryam Moqadam  | /                   |
| Fabian oder Der Gang vor die Hunde                                    | Fabian: Going to the Dogs               | Dominik Graf                      | Vlag van Duitsland  |
| Ich bin dein Mensch                                                   | I'm Your Man                            | Maria Schrader                    | Vlag van Duitsland  |
| Inteurodeoksyeon 인트로덕션                                           | Introduction                            | Hong Sang-soo                     | Vlag van Zuid-Korea |
| Memory Box دفاتر مايا                                                 | Memory Box                              | Joana Hadjithomas, Khalil Joreige | /                   |
| Herr Bachmann und seine Klasse                                        | Mr. Bachmann and His Class              | Maria Speth                       | Vlag van Duitsland  |
| Nebenan                                                               | Next Door                               | Daniel Brühl                      | Vlag van Duitsland  |
| Petite Maman                                                          | Petite Maman                            | Céline Sciamma                    | Vlag van Frankrijk  |
| Ras vkhedavt, rodesac cas vukurebt? რას ვხედავთ როდესაც ცას ვუყურებთ? | What Do We See When We Look at the Sky? | Alexandre Koberidze               | /                   |
| Rengeteg - Mindenhol látlak                                           | Forest - I See You Everywhere           | Benedek Fliegauf                  | Vlag van Hongarije  |
| Természetes fény                                                      | Natural Light                           | Dénes Nagy                        | /                   |
| Gūzen to Sōzō 偶然と想像                                              | Wheel of Fortune and Fantasy            | Ryûsuke Hamaguchi                 | Vlag van Japan      |

## Prijzen
- Gouden Beer: Babardeala cu bucluc sau porno balamuc van Radu Jude
- Zilveren Beer - Grote juryprijs: Wheel of Fortune and Fantasy van Ryûsuke Hamaguchi
- Zilveren beer - Juryprijs: Mr. Bachmann and His Class van Maria Speth
- Zilveren Beer voor beste regisseur: Dénes Nagy voor Természetes fény
- Zilveren Beer voor beste hoofdrol: Maren Eggert voor I'm Your Man
- Zilveren Beer voor beste bijrol: Lilla Kizlinger voor Rengeteg - Mindenhol látlak
- Zilveren Beer voor beste scenario: Hong Sang-soo voor Introduction
- Zilveren Beer voor de beste artistieke bijdrage: Yibran Asuad voor de montage van Una película de policías